# عهدنامه کورک‌چای

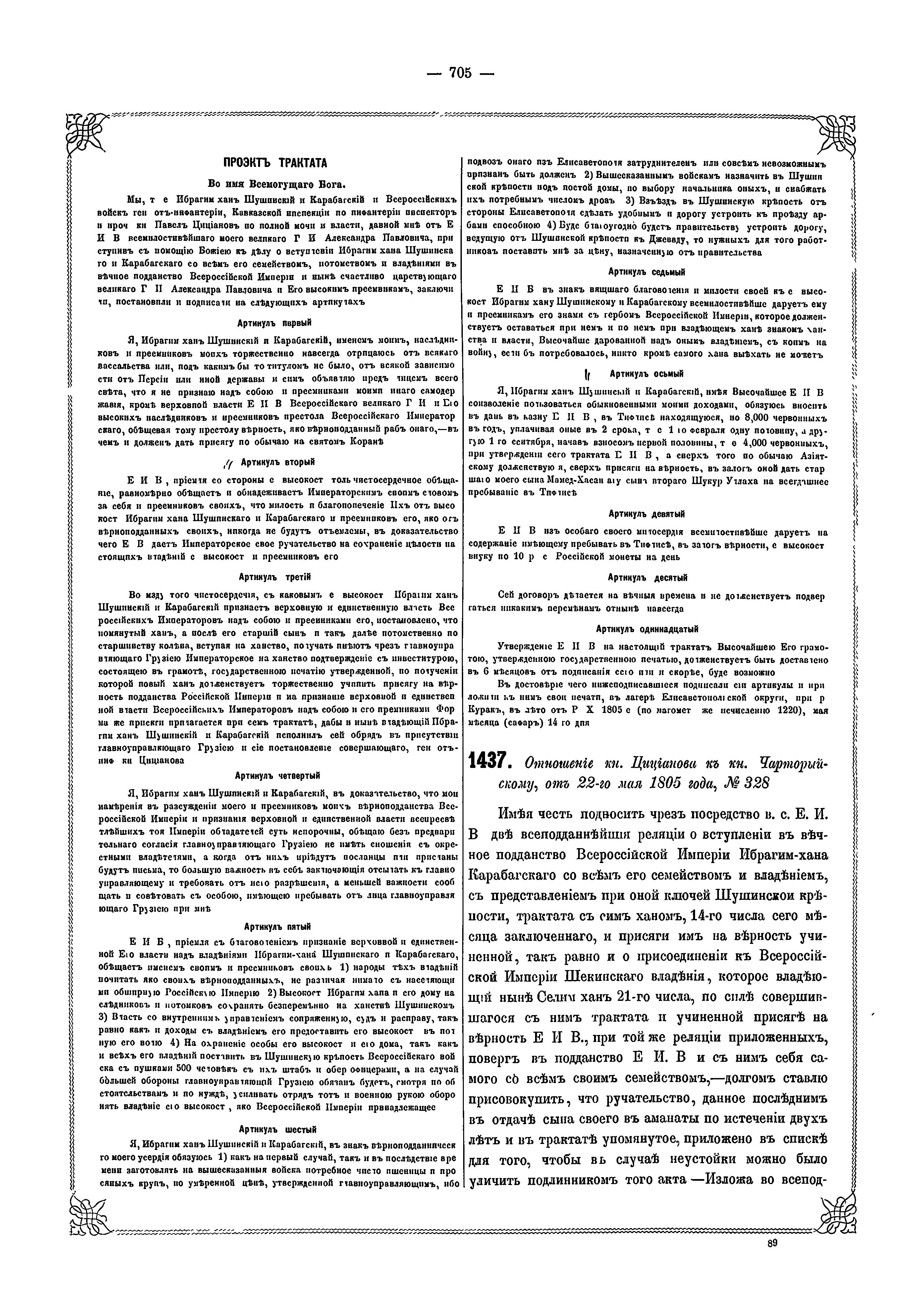
متن عهدنامه

عهدنامه کورک‌چای که به عهدنامه روسیه و قره‌باغ هم مشهور است، عهدنامه‌ای است که در ۱۴ ماه مه سال ۱۸۰۵ میلادی میان پاول سیسیانوف، فرمانده نیروهای روسی در قفقاز (از طرف تزار الکساندر یکم روسیه) و ابراهیم خلیل خان جوانشیر، خان خانات قره‌باغ به امضا رسید و طبق این عهدنامه، خانات قره‌باغ به تحت‌الحمایگی امپراتوری روسیه درآمد. این فقط یکی از عهدنامه‌هایی است که میان دولت روسیه و خانات محلی قفقاز جنوبی میان سال‌های ۱۸۰۱ و ۱۸۰۵ علیه دولت ایران به امضا رسیده بود. فیروزه مستشاری ادعا دارد که این عهدنامه که نقش تسلیم‌نامه را داشته، با فشار تزار روسیه از ابراهیم خلیل خان گرفته شده است و بعدها طوری تحریف شده است که گویی ابراهیم خلیل خان خواهان پیوستن به امپراتوری روسیه بوده است. بر اساس این معاهده ابراهیم خلیل خان تسلیم شدن خود را در برابر امپراتوری روسیه اعلام کرده و وفاداری خود را نسبت به پادشاه ایران رد کرد و قرار شد خراج سالانه به تزار روسیه داده شود. همچنین قرار شد مقامات روسیه روابط خارجی این خانات را به‌طور کامل کنترل کنند و نیروهای روسیه در قرارگاهی در شوشی مستقر شوند. در مقابل، روسیه ابراهیم خلیل خان و نوادگان او را بعنوان حاکم همیشگی خانات قره‌باغ و حاکم بر تمام امور داخلی این خانات به رسمیت شناخت. ابراهیم خلیل خان پس از این رویگردانی از دولت ایران، سرانجام چند ماه بعد بدست خود روس‌ها کشته شد.